# Мурин, Юрий Иванович
Юрий Иванович Мурин — советский хозяйственный деятель, директор Ульбинского металлургического завода (1974—1988), являвшегося в СССР монополистом  по производству тантала.

## Биография
Родился 08.11.1929 в Курске. Член КПСС.
Окончил Московский институт цветных металлов и золота им. М. И. Калинина (1952), инженер-металлург.
В 1952—1988 гг. — инженер научно-исследовательской лаборатории, начальник смены, технолог, начальник цеха, заместитель главного инженера — начальник производственно-технического отдела, главный инженер, с 1974 г. директор Ульбинского металлургического завода (сменил на этом посту Владимира Петровича Потанина).
В период его руководства в феврале 1976 года за успешное выполнение задач девятой пятилетки, за достижение высоких показателей в эффективности производства и качестве продукции Ульбинский металлургический завод был награждён орденом «Знак Почёта». Вручил награду министр среднего машиностроения Ефим Славский.
Делегат XXV съезда КПСС.
Награждён орденами Трудового Красного Знамени дважды, Дружбы народов, «Знак Почёта», медалями, Почётной грамотой Верховного Совета КазССР.
Умер 08.11.1988 от рака печени. Похоронен на Ушановском кладбище г. Усть-Каменогорска.
Семья: жена Нина Васильевна Мурина (Массальская) (1931-2014), сын — Вадим 1952 г.р. и дочь Елена 1959 г.р.
В 2002 году в его честь назван теплоход «Юрий Мурин», который был переоборудован из купленного «Павлодара». В 2006 г. его именем названа новая улица в Усть-Каменогорске.